# Distrito de Písac
El distrito de Písac es uno de los ocho que conforman la provincia de Calca, ubicada en el departamento del Cuzco en el Sur del Perú. Su capital es la localidad de Písac.
La provincia de Calca desde el punto de vista de la jerarquía eclesiástica está comprendida en la Arquidiócesis del Cusco.

## Toponimia
Toma el nombre de su localidad capital, Písac, el cual deriva de la vocablo quechua sureño p'isaq, 'perdiz de la puna'.

## Historia
Oficialmente, el distrito de Písac fue creado el 21 de junio de 1825 mediante decreto dado por el Libertador Simón Bolívar.

## Geografía
La capital es la localidad de Písac, situado a 2 974 m s. n. m.

## Autoridades

### Municipales
- 2023 - 2026[2]
  - Alcalde: Roger Suca Huaccanqui, de Somos Peru.
  - Regidores:

  1. Silvestre Quenaya (Somos Peru)
  2. Paola Castro Achancaray (Somos Peru)
  3. Sonia Flores Quispe  (Somos Peru)
  4. David Becerra (Somos Peru)
  5. Roque Arias Mota (frente de la esperanza)

### Policiales
- Comisario:

## Festividades
- Carnavales.
- Santiago.
- Corpus Christi andino.
- Satunaka.
- Virgen del Carmen